# Fernanda Câncio
Fernanda Maria Câncio da Silva Pereira (Vila Franca de Xira, 16 de fevereiro de 1964) é uma jornalista portuguesa que pertence ao corpo redactorial do jornal Diário de Notícias, desde 2004.

## Carreira
Fernanda Câncio é licenciada em Comunicação Social pela Faculdade de Ciências Sociais e Humanas da Universidade Nova de Lisboa.
Iniciou a sua actividade profissional em 1987 no jornal Expresso, passando depois para a revista Elle onde permaneceu até 1991.
Até 1997 trabalhou na revista Grande Reportagem. De 1996 a 2002 exerceu a sua atividade no canal de televisão SIC efectuando reportagens e como editora do programa Esta Semana. De 1997 a 2003, integrou a redacção da Notícias Magazine, revista de domingo dos jornais Diário de Notícias e Jornal de Notícias.
Colaborou noutros meios da comunicação social impressa como a revista Visão, o Jornal de Letras, o semanário Já, a Cosmopolitan, a Marie Claire, a Egoísta e a Conscience, revista publicada por Catholics For Free Choice.
Desde 2004 tem a categoria profissional de "grande repórter" do Diário de Notícias.
Em 2004 participou em Documental e Autobiográfico, um projecto teatral de Lúcia Sigalho a partir da obra de Paula Rego, assinando a autoria dos textos em conjunto com Lúcia Sigalho e a escritora Mafalda Ivo Cruz. O espectáculo foi levado à cena no Serralves e no Centro Cultural de Belém.
Em 2008 produziu, com Abílio Leitão, a série de documentários A Vida Normalmente, para a RTP2, sobre a vida em bairros problemáticos. Em 2009, foi comentadora residente, com Francisco José Viegas e João Pereira Coutinho, do programa de debate da TVI24 A Torto e a Direito, moderado por Constança Cunha e Sá. Em 2010 participou, como entrevistadora, no programa Agora a Sério, do Canal Q. Em 2012 foi comentadora residente do programa 25.ª Hora da TVI24.

### Polémicas
A sua crónica "O Juíz Macho e o Apalpão Latino" publicada no Diário de Notícias, deu origem a um pedido de publicação ao abrigo do direito de resposta pelo vice-presidente do Conselho Superior da Magistratura. O pedido de publicação foi recusado pela direcção do jornal.

## Activismo
Fernanda Câncio foi signatária de uma petição à Assembleia da República a favor da legalização do casamento entre pessoas do mesmo sexo.
Em 2007 foi, em conjunto com Regina Guimarães, madrinha da II Marcha LGBT (Lésbicas, Gays, Bissexuais e Transgéneros) que se realizou na cidade do Porto.

## Prémios
Câncio foi premiada, em Outubro de 2005, com o Prémio Arco-íris,[ligação inativa] da Associação ILGA Portugal, pelo seu contributo, enquanto blogger e jornalista, na luta contra a discriminação e a homofobia.
Em 2008 foi novamente premiada pelo empenho na luta contra a homofobia. Tornou-se a primeira personalidade a receber dois Prémios Arco-Íris.
Também em 2008 recebeu o prémio Ex Aequo da Rede Ex Aequo – Associação de Jovens Lésbicas, Gays, Bissexuais, Transgéneros e Simpatizantes – foi galardoada pela reportagem 'Não Vejo Nada de Fracturante em Mim' e por diversas crónicas. Ao receber esta distinção a jornalista disse que 'enquanto for necessário atribuir prémios a quem defende a igualdade é sinal de que ainda há muito a fazer.'
Em 2009 voltou a receber, como membro da equipa do "Sim" no programa Prós e Contras da RTP1, o Prémio Arco-Íris.

## Vida pessoal
Em Abril de 2008, um dirigente do PSD insinuou publicamente que Fernanda Câncio seria namorada do primeiro-ministro José Sócrates. Pretendia assim contestar que a RTP tivesse contratado a jornalista para um programa de informação. A afirmação não foi comentada por nenhum dos envolvidos, apesar de vários comentadores políticos se referiram ao episódio declarando não saber se a afirmação seria verdadeira ou falsa.
Em Abril de 2009, Fernanda Câncio foi intitulada "namorada do primeiro-ministro" em notícias em três órgãos de comunicação social (Correio da Manhã, Expresso e SIC) a propósito das opiniões que exprimiu sobre a cobertura mediática do caso Freeport no programa da TVI24 A Torto e a Direito. Apresentou queixa à Comissão da Carteira Profissional dos Jornalistas e ao Conselho Deontológico do Sindicatos dos Jornalistas em relação aos jornalistas autores das peças em questão.
O Conselho Deontológico do Sindicato dos Jornalistas, em parecer de Julho de 2009, considerou "tecnicamente incorrecta e deontologicamente reprovável o enfoque e identificação da jornalista como sendo "namorada de" nos títulos e destaques das notícias, em análise, elaboradas pela SIC, pelo Correio da Manhã e pelo Expresso", frisando que "a devassa da vida privada dos cidadãos por alguns meios de comunicação não é, por si, susceptível de transformar acontecimentos privados em públicos, nem a sua divulgação e conhecimento legitima que eles possam ser retomados por outros media." O Conselho Deontológico entendeu também "atender ao argumento da legitimidade de interesse público da cobertura jornalística das opiniões de Fernanda Câncio, na TVI24 e nas colunas semanais do Diário de Notícias, tendo por base eventuais conflitos de interesse reprovados pelo Código Deontológico", e "sublinhar a transparência como um dos princípios éticos da discussão pública, aconselhando os intervenientes nesses debates a fazer a sua declaração de interesse, nos termos estritamente necessários e considerados mais correctos". Aconselha também a publicação de uma "declaração de interesses".
A secção disciplinar da Comissão da Carteira de Jornalistas começou por arquivar as queixas. Fernanda Câncio recorreu para o plenário, que considerou que “a matéria em causa era do conhecimento público e de interesse jornalístico, dada a situação de conflito de interesses entretanto gerada”, acrescentando: “O conflito de interesses resulta de a autora do texto [Fernanda Câncio], à data dos factos e conforme é público e notório, ser namorada do primeiro-ministro – não se coibiu, todavia, de o defender, sem daquela relação ter dado conhecimento aos seus telespectadores”.
Na decisão da Comissão da Carteira de Jornalistas, dá-se como provado que a jornalista teria um relacionamento amoroso com o então primeiro-ministro com base na existência de fotografias de papparazzi efectuadas à porta da casa da mesma e na assumpção, pelo próprio primeiro-ministro, numa sua biografia da autoria de Eduarda Maio ("Sócrates: O Menino de Ouro do PS"), de que Fernanda Câncio seria sua namorada.
A jornalista, na sua crónica semanal do DN, refutou a existência de tal assumpção por José Sócrates na biografia citada e comentou as decisões dos dois órgãos.
Em Outubro de 2015, Câncio colocou uma acção judicial contra os jornais SOL, i e Correio da Manhã; as revistas Sábado e Flash! e a CMTV para que fossem impedidos de publicar factos da investigação da Operação Marquês que a envolvesse e que considerava privados, derivados do seu “relacionamento pessoal com José Sócrates”. A jornalista alegava que, tendo em conta a cobertura jornalística que as publicações fizeram do caso e o facto de ter caído o segredo de justiça interno do processo, poderiam vir a violar os seus direitos de divulgação.
Em março de 2017, o Tribunal da Relação de Lisboa mandou a editora Gradiva recolher o livro de José António Saraiva, "Eu e os políticos" de todos os distribuidores. A decisão foi tomada na sequência do recurso de uma providência cautelar apresentada pela jornalista Fernanda Câncio, que considera que “Eu e os Políticos” viola o seu direito à reserva da vida privada. Em novas edições os dois parágrafos relativos à jornalista vão ter de ser eliminados.

### Livros
- CÂNCIO, Fernanda; MELO, Alexandre (2003). Olhem para mim: Geração Modelo. Col: Cadernos de Reportagem, n.º 2. Reportagem. Prefácio de Inês Pedrosa. Lisboa: Dom Quixote. ISBN 972-20-2552-X[27]
- CÂNCIO, Fernanda; LEITÃO, Abílio (fotografia) (2008). Cidades Sem Nome: Crónica da Condição Suburbana (reportagem). Livro reportagem. Prefácio de António Fonseca Ferreira 2.ª ed. Lisboa: Tinta da China. ISBN 978-972-8955-62-5.[28]
- CÂNCIO, Fernanda (2007). Até Não Perceber: 15 Histórias de Verdade a Caminho da Ficção. Coletânea de reportagens. Lisboa: Tinta da China. ISBN 978-972-8955-34-2[29]
- CÂNCIO, Fernanda (2010). Sermões Impossíveis. Coletânea de crónicas. Lisboa: Tinta da China. ISBN 978-989-671-049-1

### Textos
- Centro de Arte S. João da Madeira (org.); PINHARANDA, João Lima; CÂNCIO, Fernanda; COELHO, Jorge (fot.); GONÇALVES, Alcino (fot.); LEITÃO, Abílio (fot.). Sapataria Ideal: Exposição Coletiva. São João da Madeira: Centro de Arte, 1998.[30]
- MELO, Alexandre (coord. e sel.); SILVA, Paulo Cunha e (sel.); CÂNCIO, Fernanda; LOPES, João; COTRIM, João Paulo; GUARDÃO, Maria João; SEIXAS, Maria João; RATO, Vanessa. Tráfego: Antologia Crítica da Nova Visualidade Portuguesa. Porto: Porto 2001; Porto: Jornal de Notícias, 2001. ISBN 972-9391-02-5[31]
- MELO, Alexandre; CÂNCIO, Fernanda. «Cenas da vida mundana: Do pós-guerra aos nossos dias» in PERNES, Fernando (ed. lit.). Panorama da cultura portuguesa no século XX. Porto: Edições Afrontamento; Porto: Porto 2001; Porto: Fundação de Serralves, 2002. ISBN 978-972-360597-6.
- VEGAR, José (sel. e notas). Reportagem: Uma Antologia. Lisboa: Assírio & Alvim, 2001. ISBN 972-37-0596-6.
- CÂNCIO, Fernanda; PINHARANDA, João. Banhos Públicos Centro de Arte de S. João da Madeira, 2003.[32][33]
- CÂNCIO, Fernanda. «Da Esmola ao Direito, Prolegómenos» in RANGEL, Rui (coord.); SAPATEIRO, José Eduardo (coord.); Associação de Juízes pela Cidadania. Justiça e Sociedade. Coimbra: Almedina, 2009. ISBN 978-972-40-3927-5.[34]
- MATOS, Margarida Gaspar de (coord,); SAMPAIO, Daniel (coord.). CAETANO, Joaquim Machado (pref.). Jovens com saúde: diálogo com uma geração. Alfragide: Texto Editores 2009. ISBN 978-972-47-4028-7.
- CÂNCIO, Fernanda; PINTO, Helena; APOLÓNIA, Heloísa; ADVIRTA, Isabel Fiadeiro; MOREIRA, Isabel; FARIA, Margarida Lima de; ALMEIDA, Miguel Vale de; CÔRTE-REAL, Paulo; ARAÚJO, Vasco. Dia C: Casamento entre pessoas do mesmo sexo. Lisboa: Editorial Estampa, 2012 ISBN 978-972-33-2672-7.[35][36]
- RIBEIRO, Paula (ed. lit.) Portugal vale a pena!: Os melhores escrevem sobre o melhor. Alfragide: Oficina do Livro, 2012. ISBN 978-989-741-011-6.